# Taishō Shinshū Daizōkyō
Taishō Shinshū Daizōkyō (japanska och kinesiska: 大正新脩大藏經, pinyin: Dàzhèng Xīnxīu Dàzàngjīng) även kallad Taishō Tripiṭaka är en version av den kinesiska buddhismens skriftkanon med tillhörande japanska kommenterande verk. Den användes mycket av buddhologer under 1900-talet. 
Volym 1-85 är buddhistiska skrifter, varav volym 56-84 är japanska buddhistiska skrifter, skrivna på traditionell kinesiska. Volym 86-97 är målningar och teckningar med buddhistiska motiv, som inkluderar avbildningar av många buddhor och bodhisattvor. Voylm 98-100 består av index över buddhistiska skrifter i Japan. De 85 volymerna av buddhistiska skrifter består av 5320 individuella texter.
| Volym    | Följd     | Namn            | Kinesiska             | Japanska              | Sanskrit           | Beskrivning                                                                                               |
| T01–02   | 1–151     | 阿含部          | Āhán bù               | Agon-bu               | Āgama              | Āgamor |
| T03–04   | 152–219   | 本緣部          | Běnyuán bù            | Hon'en-bu             | Jataka             | Berättelser över buddhas liv                                                                              |
| T05–08   | 220–261   | 般若部          | Bōrě bù               | Hannya-bu             | Prajnaparamita     | Perfektionen av visdom                                                                                    |
| T09a     | 262–277   | 法華部          | Fǎhuá bù              | Hokke-bu              | Saddharmapuṇḍarīka | Lotussutran                                                                                               |
| T09b–10  | 278–309   | 華嚴部          | Huáyán bù             | Kegon-bu              | Avatamsakasutra    | Blomsterkranssutran                                                                                       |
| T11–12a  | 310–373   | 寶積部          | Bǎojī bù              | Hōshaku-bu            | Mahāratnakūṭasūtra | |
| T12b     | 374–396   | 涅槃部          | Nièpán bù             | Nehan-bu              | nirvanasutra       | |
| T13      | 397–424   | 大集部          | Dàjí bù               | Daishū-bu             | Mahāsannipāta      | Den stora samlingen                                                                                       |
| T14–17   | 425–847   | 經集部          | Jīngjí bù             | Kyōshū-bu             | Sūtrasannipāta     | Samlade sutror                                                                                            |
| T18–21   | 848–1420  | 密教部          | Mìjiào bù             | Mikkyō-bu             | Tantra             | Esoteriska texter                                                                                         |
| T22–24   | 1421–1504 | 律部            | Lǜ bù                 | Ritsu-bu              | Vinaya             | |
| T25–26a  | 1505–1535 | 釋經論部        | Shìjīnglùn bù         | Shakukyōron-bu        | Sūtravyākaraṇa     | Sutraförklaringar                                                                                         |
| T26b–29  | 1536–1563 | 毗曇部          | Pítán bù              | Bidon-bu              | Abhidharma         | Systematiska analyser                                                                                     |
| T30a     | 1564–1578 | 中觀部類        | Zhōngguān bùlèi       | Chūgan-burui          | Madhyamaka         | Mādhyamakatexter                                                                                          |
| T30b–31  | 1579–1627 | 瑜伽部類        | Yújiā bùlèi           | Yuga-burui            | Yogacāra           | Yogācāratexter                                                                                            |
| T32      | 1628–1692 | 論集部          | Lùnjí bù              | Ronshū-bu             | Śāstra             | Avhandlingar                                                                                              |
| T33–39   | 1693–1803 | 經疏部          | Jīngshū bù            | Kyōsho-bu             | Sūtravibhāṣa       | Sutraförklaringar                                                                                         |
| T40a     | 1804–1815 | 律疏部          | Lǜshū bù              | Rissho-bu             | Vinayavibhāṣa      | Vinayaförklaringar                                                                                        |
| T40b–44a | 1816–1850 | 論疏部          | Lùnshū bù             | Ronsho-bu             | Śāstravibhāṣa      | Avhandlingsförklaringar (kommentarer till avhandlingarna i volym 32; kommentarer till kommenterande verk) |
| T44b–48  | 1851–2025 | 諸宗部          | Zhūzōng bù            | Shoshū-bu             | Sarvasamaya        | Sekteriska texter (till exempel nichirentexter)                                                           |
| T49–52   | 2026–2120 | 史傳部          | Shǐchuán bù           | Shiden-bu             |                    | Historier                                                                                                 |
| T53–54a  | 2121–2136 | 事彙部          | Shìhuì bù             | Jii-bu                |                    | Encyklopedier                                                                                             |
| T54b     | 2137–2144 | 外教部          | Wàijiào bù            | Gekyō-bu              |                    | Icke-buddhistiska verk (till exempel hinduiska skrifter)                                                  |
| T55      | 2145–2184 | 目錄部          | Mùlù bù               | Mokuroku-bu           |                    | Kataloger                                                                                                 |
| T56–83   | 2185–2700 | 續經疏部        | Xùjīngshū bù          | Zokukyōsho-bu         |                    | Sutraförklaringar (exempelvis inflytelserika japanska kommentarer till kommenterande verk)                |
| T84      | 2701–2731 | 悉曇部          | Xītán bù              | Shittan-bu            | Siddhaṃ            | Esoteriska skrifter skrivna i siddhamskrift, en skrifttyp som togs till Japan av Kukai                    |
| T85a     | 2732–2864 | 古逸部          | Gǔyì bù               | Koitsu-bu             |                    | Antika |
| T85b     | 2865–2920 | 疑似部          | Yísì bù               | Giji-bu               |                    | Tveksamma                                                                                                 |
| T86–97   |           | 圖像部          | Túxiàng bù            | Zuzō-bu               |                    | Illustrationer                                                                                            |
| 98–100   |           | 昭和法寶 總目錄 | Zhāohé fǎbǎo zǒngmùlù | Shōwa Hōhō sōmokuroku |                    | Moderna japanska kommenterande verk Index                                                                 |
|          |           |                 |                       |                       |                    | |

## Digitalisering
SAT Daizōkyō Text Database innehåller volym 1-85. The Chinese Buddhist Electronic Text Association (CBETA) innehar volym 1-55 och 85.